# 綾小路通
綾小路通（あやのこうじどおり）は京都市内の東西の通りの一つ。東は寺町通から西は天神川通の二筋西まで、四条通と仏光寺通の間を通る。途中西小路通の西で四条中学校により分断されている。
平安京の綾小路にあたる。重要文化財の杉本家住宅をはじめ、裕福な商人の多かった通りである。坊城通下ルに壬生寺、新選組壬生屯所跡がある。(但し大宮通から西大路通までの地名に壬生が冠せられる地域では「壬生○○町○○番地」と通りの名を住所として使わない表記が一般的である）

## 主な沿道の施設
- 京都大神宮
- 京都市営地下鉄烏丸線（四条駅）
- 壬生寺